# Pouillat
Pouillat – miejscowość i gmina we Francji, w regionie Owernia-Rodan-Alpy, w departamencie Ain.

## Demografia
Według danych na rok 1990 gminę zamieszkiwało 38 osób, a gęstość zaludnienia wynosiła 6,1 osób/km². W styczniu 2012 r. Pouillat zamieszkiwały 92 osoby, przy gęstości zaludnienia 14,8 osób/km².